# Jaqueline Carvalho
Jacqueline Carvalho (Recife, Brasil, 31 de diciembre de 1983) es una jugadora de voleibol brasileña que forma parte de la selección nacional de su país. Está casada con el también jugador Murilo Endres.

## Vida personal
Ella nació en Recife, Brasil. El 22 de octubre de 2009 se casó con Murilo Endres, que también es un jugador de voleibol. En 2011, rompió la carrera de voleibol a causa del embarazo, pero no abortó en mayo. A mediados de julio de 2013 Jacqueline y su esposo Murilo anunció que están esperando un bebé nuevo. El 20 de diciembre de 2013 se dio una luz a su primer hijo, un hijo llamado Paulo Arthur Carvalho Endres. A los pocos meses después del nacimiento de un niño, Jacqueline volvió a jugar en el equipo nacional.

## Carrera
Carvalho fue nombrada Mejor Recepción en el Campeonato Mundial de 2006 en Japón, donde Brasil obtuvo la medalla de plata después de perder en la final ante Rusia. Ella ganó la medalla de plata y Mejor Atacante premio en el Grand Prix de Voleibol de 2010. Jaqueline fue parte de la selección nacional que ganó la medalla de oro en los Juegos Panamericanos de 2011, celebrada en Guadalajara , México. Equipo nacional Jaqueline y de Brasil ganó la medalla de oro en los Juegos Olímpicos de Londres 2012. El 24 de agosto obtuvo una cuarta medalla de oro del Grand Prix de Voleibol tras ganar el último partido contra Japón (3-0).
Jugando con Sollys Osasco, Carvalho ganó la medalla de oro y el premio de Mejor Receptor en el Campeonato Mundial de Clubes 2012, celebrada en Doha, Catar. Ella comenzó su carrera en BCN/Osasco, antes de trasladarse a Italia con Vini Monteschiavo Jesi. Después de una temporada se trasladó a España para jugar en Grupo 2002 Murcia, antes de regresar a Italia con el Robursport Volley Pesaro. Ahora se encuentra en Minas Tenis Club jugando la Superliga A Brasileña de Voleibol Femenino 2014-2015.

## Clubes
| Club                   | País   | Desde     | Hasta     |
| BCN/Osasco             | Brasil | 1999-2000 | 2003-2004 |
| Rexona-Ades            | Brasil | 2004-2005 | 2005-2006 |
| Vini Monteschiavo Jesi | Italia | 2006-2007 | 2006-2007 |
| Grupo 2002 Murcia      | España | 2007-2008 | 2007-2008 |
| Scavolini Pesaro       | Italia | 2008-2009 | 2008-2009 |
| Sollys Osasco          | Brasil | 2009-2010 | 2012-2013 |
| Minas Tenis Club       | Brasil | 2014-2015 | ?         |